# Campionati europei giovanili di nuoto 1988
I XV Campionati europei giovanili di nuoto e tuffi si sono disputati ad Amersfoort dal 28 luglio al 31 luglio 1988.
Hanno partecipato alla manifestazione le federazioni iscritte alla LEN; questi i criteri di ammissione:
- le nuotatrici di 14 e 15 anni (1974 e 1973) e i nuotatori di 16 e 17 (1972 e 1971);
- le tuffatrici di 15 e 16 anni (1973 e 1972) e i tuffatori di 16 e 17 (1972 e 1971).

## Podi

### Uomini
| Evento               | Oro                  | Tempo    | Argento               | Tempo    | Bronzo                | Tempo    |
| Stile libero         |                      |          |                       |          |                       |          |
| 50 m                 | Raimundas Mažuolis   | 23"05 RC | Aleksandr Vasiliev    | 23"96    | Enrico Buchholz       | 24"19    |
| 100 m                | Raimundas Mažuolis   | 50"39 RC | Christian Thurnser    | 52"73    | Dmitriy Lepikov       | 52"73    |
| 200 m                | Andrej Romanov       | 1'54"66  | Vincent Elgersma      | 1'54"77  | Dmitriy Lepikov       | 1'54"94  |
| 400 m                | Torsten Wilhelm      | 3'59"12  | Aleksey Kudriavtsev   | 4'00"06  | Gregor Jurak          | 4'01"21  |
| 1500 m               | Torsten Wilhelm      | 15'41"30 | Aleksey Kudriavtsev   | 15'49"71 | Ross Noble            | 16'00"12 |
| Dorso                |                      |          |                       |          |                       |          |
| 100 m                | Sergey Grishhaev     | 59"28    | Emanuele Merisi       | 59"92    | Lars Kalenka          | 59"98    |
| 200 m                | Lars Kalenka         | 2'05"01  | Ralf Braun            | 2'06"89  | Emanuele Merisi       | 2'07"43  |
| Rana                 |                      |          |                       |          |                       |          |
| 100 m                | Ian McKenzie         | 1'05"31  | Francesco Postiglione | 1'05"59  | Aleksandr Dzhaburiya  | 1'05"81  |
| 200 m                | Aleksandr Dzhaburiya | 2'21"55  | Ian McKenzie          | 2'22"05  | Francesco Postiglione | 2'22"25  |
| Farfalla             |                      |          |                       |          |                       |          |
| 100 m                | Miloš Milošević      | 56"58    | Mikhail Gromov        | 57"30    | Christian Keller      | 57"79    |
| 200 m                | Christian Keller     | 2'07"51  | Marek Klechamer       | 2'08"04  | Christian Robinson    | 2'08"26  |
| Misti                |                      |          |                       |          |                       |          |
| 200 m                | Sergey Grabalin      | 2'07"55  | Paul Pederzolli       | 2'08"88  | Ralf Domschke         | 2'09"33  |
| 400 m                | Sergey Grabalin      | 4'31"30  | Ralf Domschke         | 4'36"91  | Christian Dahle       | 4'37"79  |
| Staffette            |                      |          |                       |          |                       |          |
| 4x100 m stile libero | Unione Sovietica     | 3'27"85  | Regno Unito           | 3'31"88  | Germania Ovest        | 3'32"59  |
| 4x200 m stile libero | Unione Sovietica     | 7'36"55  | Germania Est          | 7'43"90  | Germania Ovest        | 7'45"40  |
| 4x100 m misti        | Unione Sovietica     | 3'51"61  | Italia                | 3'55"52  | Regno Unito           | 3'57"14  |

### Donne
| Evento               | Oro                 | Tempo      | Argento            | Tempo   | Bronzo           | Tempo   |
| Stile libero         |                     |            |                    |         |                  |         |
| 50 m                 | Simone Hellmer      | 26"46      | Elena Kurchina     | 26"55   | Inge de Bruijn   | 26"56   |
| 100 m                | Livia Copariu       | 56"76      | Simone Hellmer     | 56"98   | Stephanie Ortwig | 56"98   |
| 200 m                | Stephanie Ortwig    | 1'59"92 RC | Janin Rotemund     | 2'03"16 | Grit Müller      | 2'04"42 |
| 400 m                | Stephanie Ortwig    | 4'11"87    | Grit Müller        | 4'15"65 | Jana Henke       | 4'17"75 |
| 800 m                | Grit Müller         | 8'40"95    | Judit Csabai       | 8'43"22 | Jana Henke       | 8'47"33 |
| Dorso                |                     |            |                    |         |                  |         |
| 100 m                | Krisztina Egerszegi | 1'02"87    | Tünde Szabó        | 1'03"99 | Sandra Völker    | 1'04"95 |
| 200 m                | Krisztina Egerszegi | 2'13"69 RC | Tünde Szabó        | 2'17"46 | Sandra Völker    | 2'18"37 |
| Rana                 |                     |            |                    |         |                  |         |
| 100 m                | Gabrielle Csepe     | 1'10"77    | Daniela Brendel    | 1'11"63 | Suela Knipphals  | 1'11"83 |
| 200 m                | Daniela Brendel     | 2'31"13    | Yelena Rudkovskaya | 2'31"88 | Jilie Hristova   | 2'32"85 |
| Farfalla             |                     |            |                    |         |                  |         |
| 100 m                | Jacqueline Jacob    | 1'01"53    | Susanne Müller     | 1'02"01 | Inge de Bruijn   | 1'03"41 |
| 200 m                | Peggy Conrad        | 2'14"14    | Susanne Müller     | 2'15"15 | Corina Dumitru   | 2'18"50 |
| Misti                |                     |            |                    |         |                  |         |
| 200 m                | Krisztina Egerszegi | 2'17"96    | Diana Block        | 2'18"87 | Sabine Herbst    | 2'19"95 |
| 400 m                | Grit Müller         | 4'49"53    | Sabine Herbst      | 4'53"17 | Diana Ureche     | 4'57"60 |
| Staffette            |                     |            |                    |         |                  |         |
| 4x100 m stile libero | Germania Est        | 3'51"17    | Unione Sovietica   | 3'52"53 | Germania Ovest   | 3'54"37 |
| 4x200 m stile libero | Germania Est        | 8'14"73    | Germania Ovest     | 8'22"23 | Unione Sovietica | 8'23"12 |
| 4x100 m misti        | Germania Est        | 4'16"46    | Germania Ovest     | 4'18"59 | Unione Sovietica | 4'19"07 |

### Tuffi
| Evento         | Oro             | Punti  | Argento         | Punti  | Bronzo          | Punti  |
| Uomini         |                 |        |                 |        |                 |        |
| trampolino 3 m | Jan Hempel      | 595,29 | Alvarez         | 555,87 | Baranovski      | 538,98 |
| piattaforma    | Jan Hempel      | 583,68 | Alvarez         | 578,88 | Andrioux        | 567,06 |
| Donne          |                 |        |                 |        |                 |        |
| trampolino 3 m | Iryna Pissareva | 509,37 | Jeanette Gierke | 493,80 | Claudia Bockner | 469,35 |
| Piattaforma    | Anke Piper      | 405,00 | Dörte Lindner   | 403,77 | Biriukova       | 401,43 |

## Medagliere
| Posizione | Paese            | Oro | Argento | Bronzo | Totale |
| --------- | ---------------- | --- | ------- | ------ | ------ |
| 1         | Germania Est     | 14  | 13      | 9      | 36     |
| 2         | Unione Sovietica | 11  | 7       | 9      | 27     |
| 3         | Germania Ovest   | 4   | 3       | 8      | 15     |
| 4         | Ungheria         | 4   | 3       | 0      | 7      |
| 5         | Gran Bretagna    | 1   | 3       | 3      | 7      |
| 6         | Romania          | 1   | 0       | 2      | 3      |
| 7         | Jugoslavia       | 1   | 0       | 1      | 2      |
| 8         | Italia           | 0   | 3       | 2      | 5      |
| 9         | Paesi Bassi      | 0   | 1       | 2      | 3      |
| 10        | Spagna           | 0   | 2       | 0      | 2      |
| 11        | Polonia          | 0   | 1       | 0      | 1      |
| Totale    |                  | 36  | 36      | 36     | 108    |